# 祁县站
祁县站位于中华人民共和国山西省晋中市祁县昭馀镇，是南同蒲铁路上的一座火车站，始建于1934年，距离太原站86公里，距离孟塬站442公里，隶属于中国铁路太原局集团介休车务段，现为三等站。

## 歷史
- 建于1933年。

## 旅客列车目的地
截至2025年7月，每日有5班旅客列车在本站办理客运业务。
| 列车所属路局 | 目的地                     |
| ------------ | -------------------------- |
| 太原局集团   | 北京丰台、长沙、韩城、运城 |

## 車站周邊
- 祁县客运站
- 红海购物中心